# 美利堅公園
34°40′54″N 135°11′18.5″E / 34.68167°N 135.188472°E

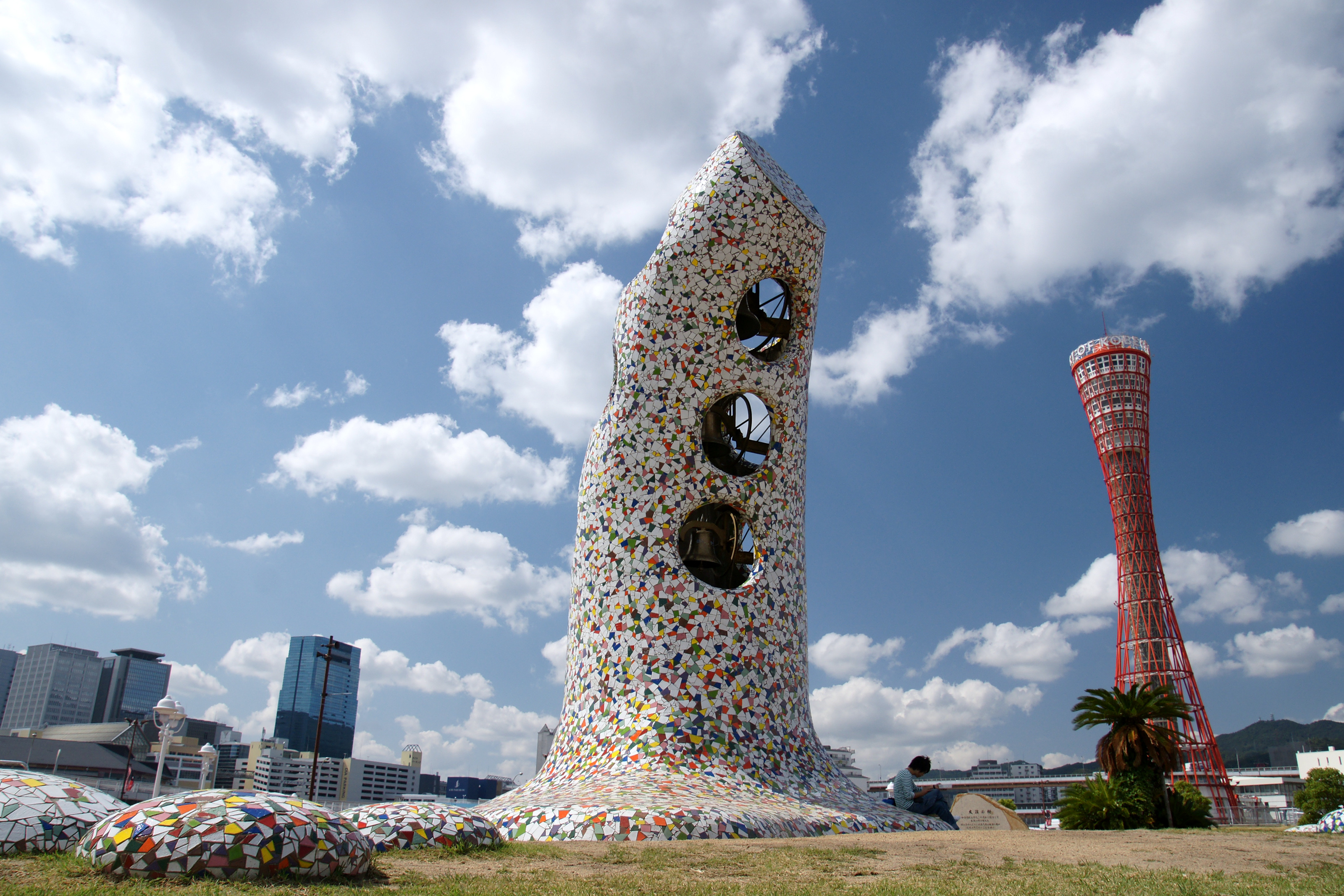
公園的地標　「紫陽花之鐘」

美利堅公園（日语： Meriken Paku）是位於日本兵庫縣神戶市中央區神戶港的一座公園。公園建設於1987年，修築在美利堅碼頭（メリケン波止場）和神戶港塔之間的填海地上。神戶海洋博物館等神戶的地標等也位於這裡。北側有名為魚舞的著名雕塑，中央草坪則有為紀念1990年第一屆神戶時尚節而設置的鐘楼「紫陽花之鐘」。東側的部分地區則保留有阪神淡路大地震之後公園的原貌。西側的部分是碼頭，有郵輪停靠。
公園得名自美利堅碼頭，1868年所設的兵庫港第三碼頭，該碼頭當時臨近美國領事館，因此冠以「美利堅」之名。

## 外部連結
- Kobe Love Port ･ みなとまつり 公式ウェブサイト （页面存档备份，存于） （日語）
- こうべ海の盆踊り （页面存档备份，存于） （日語）
- 神戸よさこいまつり （日語）
- 西日本最大のインドのお祭り！インディア・メーラー2011 （日語）